# Ougney-Douvot
Ougney-Douvot est une commune française située dans le département du Doubs, la région culturelle et historique de Franche-Comté et la région administrative Bourgogne-Franche-Comté.

## Géographie

### Toponymie
Ogney en 1131 ; Oingney en 1294 ; Oigney en 1302 ; Val d'Ugney en 1305 ; Oingney-les-Champs, Oingney-le-Bard, Oingney-la-Roche en 1559.
En 1818, la commune de Douvot demande son rattachement à celle des Trois Ougney : la fusion est officialisée par ordonnance royale du 1er janvier 1819.
Le territoire est composé de quatre groupes d'habitations répartis le long du cours du Doubs. D'amont en aval : Ougney-les-Champs et Douvot sur la rive droite, Ougney-le-Bas et Ougney-la-Roche sur la rive gauche.

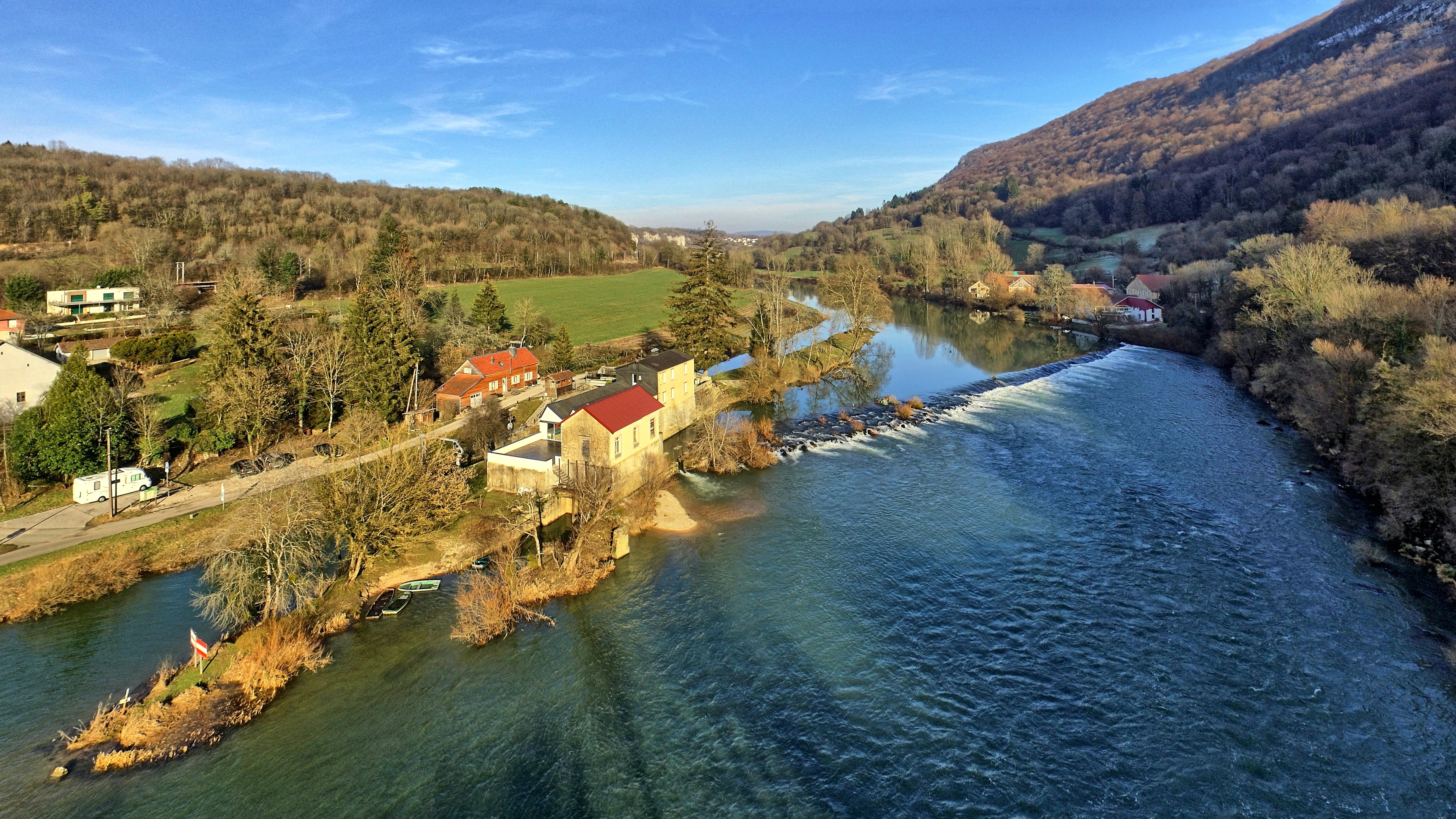
Barrage sur le Doubs entre Ougney-les-Champs et Ougney-le-Bas.
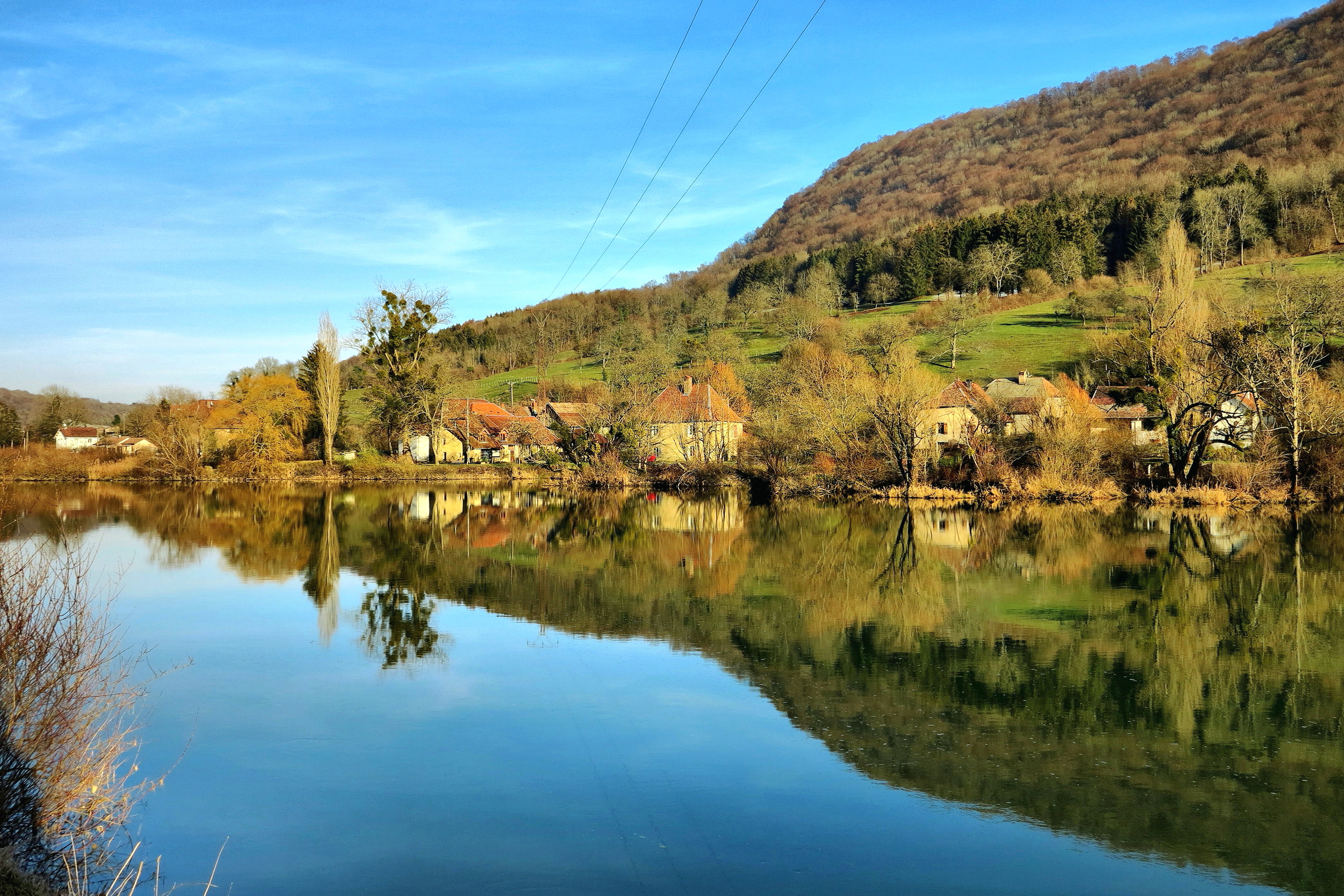
Le hameau d'Ougney-la-Roche et son reflet sur le Doubs.
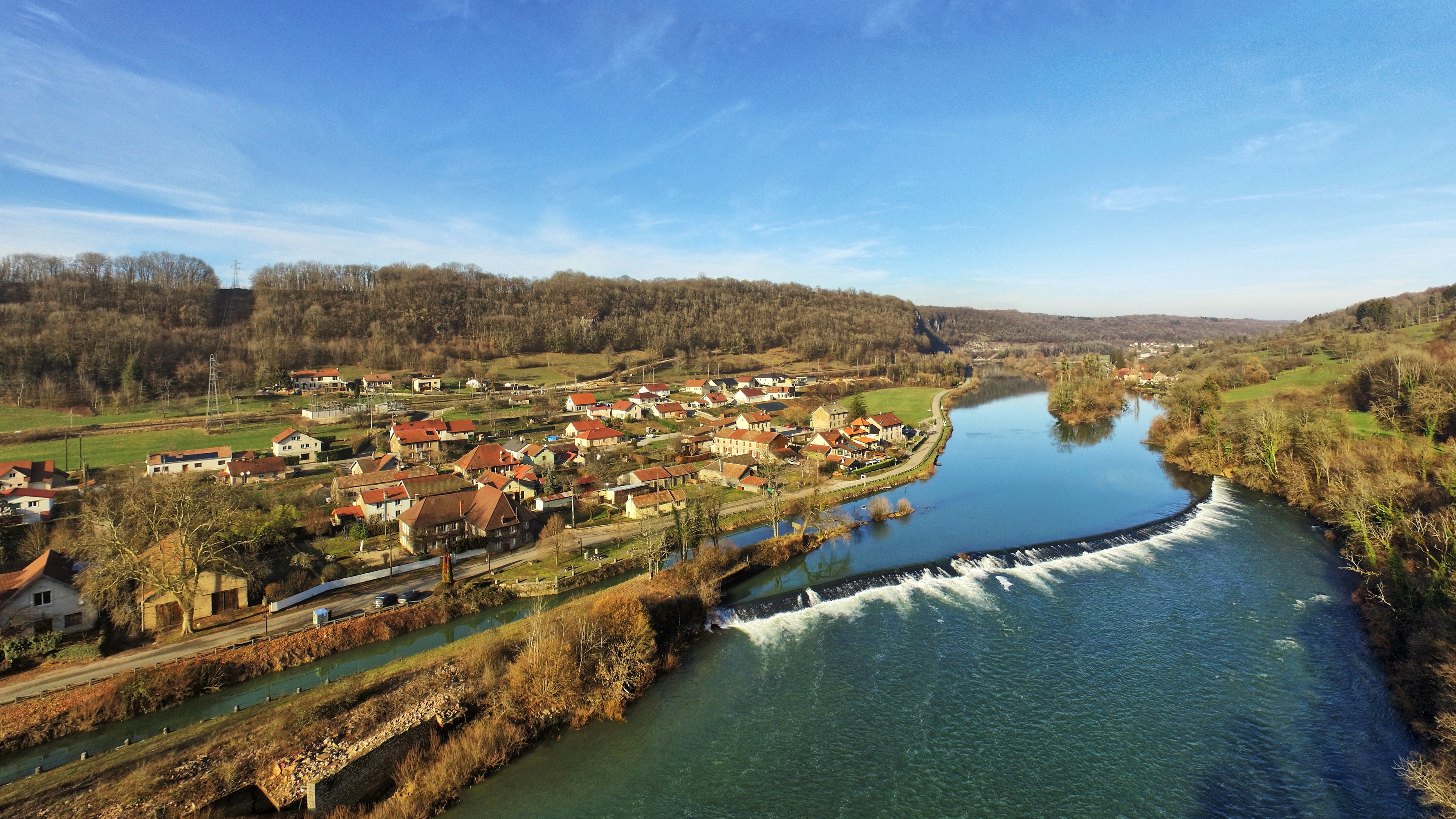
Le village de Douvot et le barrage sur le Doubs.

### Géologie
Le territoire communal repose sur le bassin houiller keupérien de Haute-Saône.

### Climat
Pour des articles plus généraux, voir Climat de la Bourgogne-Franche-Comté et Climat du Doubs.
En 2010, le climat de la commune est de type climat de montagne, selon une étude du Centre national de la recherche scientifique s'appuyant sur une série de données couvrant la période 1971-2000. En 2020, Météo-France publie une typologie des climats de la France métropolitaine dans laquelle la commune est dans une zone de transition entre le climat semi-continental et le climat de montagne et est dans la région climatique  Jura, caractérisée par une forte pluviométrie en toutes saisons (1 000 à 1 500 mm/an), des hivers rigoureux et un ensoleillement médiocre.
Pour la période 1971-2000, la température annuelle moyenne est de 10,3 °C, avec une amplitude thermique annuelle de 17,2 °C. Le cumul annuel moyen de précipitations est de 1 232 mm, avec 14,3 jours de précipitations en janvier et 10,3 jours en juillet. Pour la période 1991-2020, la température moyenne annuelle observée sur la station météorologique de Météo-France la plus proche, « Pouligney », sur la commune de Pouligney-Lusans à 4 km à vol d'oiseau, est de 10,9 °C et le cumul annuel moyen de précipitations est de 1 214,6 mm. 
La température maximale relevée sur cette station est de 40 °C, atteinte le 25 juillet 2019 ; la température minimale est de −23 °C, atteinte le 20 décembre 2009,,.
Les paramètres climatiques de la commune ont été estimés pour le milieu du siècle (2041-2070) selon différents scénarios d'émission de gaz à effet de serre à partir des nouvelles projections climatiques de référence DRIAS-2020. Ils sont consultables sur un site dédié publié par Météo-France en novembre 2022.

## Urbanisme

### Typologie
Au 1er janvier 2024, Ougney-Douvot est catégorisée commune rurale à habitat dispersé, selon la nouvelle grille communale de densité à 7 niveaux définie par l'Insee en 2022.
Elle est située hors unité urbaine. Par ailleurs la commune fait partie de l'aire d'attraction de Besançon, dont elle est une commune de la couronne,. Cette aire, qui regroupe 310 communes, est catégorisée dans les aires de 200 000 à moins de 700 000 habitants,.

### Occupation des sols
L'occupation des sols de la commune, telle qu'elle ressort de la base de données européenne d’occupation biophysique des sols Corine Land Cover (CLC), est marquée par l'importance des forêts et milieux semi-naturels (61,5 % en 2018), en diminution par rapport à 1990 (62,6 %). La répartition détaillée en 2018 est la suivante : 
forêts (61,5 %), prairies (24 %), zones agricoles hétérogènes (14,5 %). L'évolution de l’occupation des sols de la commune et de ses infrastructures peut être observée sur les différentes représentations cartographiques du territoire : la carte de Cassini (XVIIIe siècle), la carte d'état-major (1820-1866) et les cartes ou photos aériennes de l'IGN pour la période actuelle (1950 à aujourd'hui).

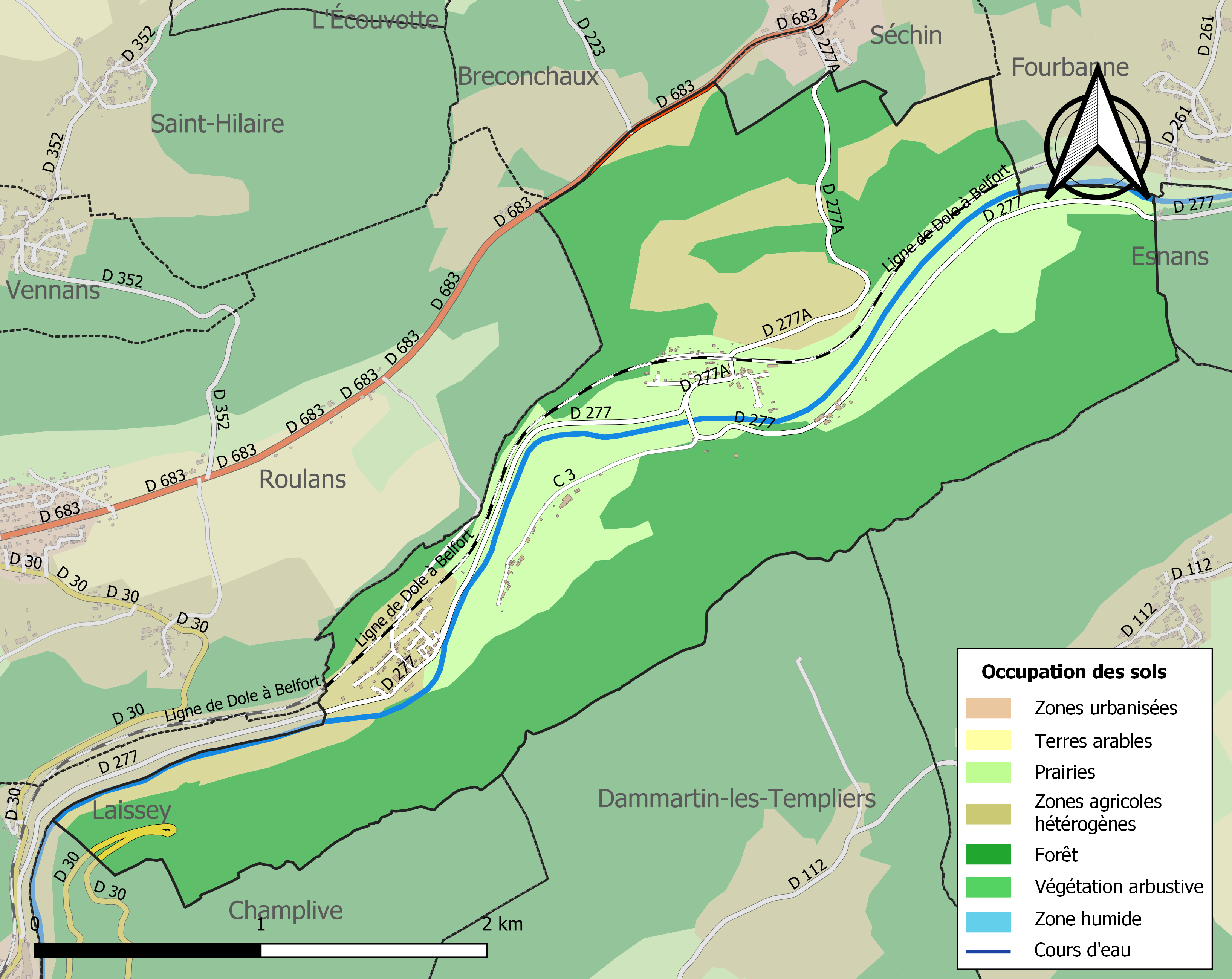
Carte des infrastructures et de l'occupation des sols de la commune en 2018 (CLC).

## Politique et administration
| Période                                  | Période                   | Identité                                          | Étiquette | Qualité                    |
| ---------------------------------------- | ------------------------- | ------------------------------------------------- | --------- | -------------------------- |
| avant 1995                               | 2001                      | André Fleury                                      | DvG       |                            |
| mars 2001                                | 2008                      | Jean-Michel Avondo                                |           |                            |
| mars 2008                                | En cours (au 31 mai 2020) | Francis Trouillot, Réélu pour le mandat 2020-2026 | DvG       | Retraité Fonction publique |
| Les données manquantes sont à compléter. |                           |                                                   |           |                            |

## Démographie
L'évolution du nombre d'habitants est connue à travers les recensements de la population effectués dans la commune depuis 1793. Pour les communes de moins de 10 000 habitants, une enquête de recensement portant sur toute la population est réalisée tous les cinq ans, les populations de référence des années intermédiaires étant quant à elles estimées par interpolation ou extrapolation. Pour la commune, le premier recensement exhaustif entrant dans le cadre du nouveau dispositif a été réalisé en 2005.

En 2022, la commune comptait 253 habitants, en évolution de +1,61 % par rapport à 2016 (Doubs : +1,88 %, France hors Mayotte : +2,11 %).
| 1793 | 1800 | 1806 | 1821 | 1831 | 1836 | 1841 | 1846 | 1851 |
| ---- | ---- | ---- | ---- | ---- | ---- | ---- | ---- | ---- |
| 227  | 242  | 246  | 340  | 291  | 321  | 312  | 303  | 298  |

| 1856 | 1861 | 1866 | 1872 | 1876 | 1881 | 1886 | 1891 | 1896 |
| ---- | ---- | ---- | ---- | ---- | ---- | ---- | ---- | ---- |
| 303  | 266  | 265  | 249  | 250  | 317  | 257  | 209  | 239  |

| 1901 | 1906 | 1911 | 1921 | 1926 | 1931 | 1936 | 1946 | 1954 |
| ---- | ---- | ---- | ---- | ---- | ---- | ---- | ---- | ---- |
| 293  | 286  | 316  | 330  | 332  | 351  | 273  | 253  | 295  |

| 1962 | 1968 | 1975 | 1982 | 1990 | 1999 | 2005 | 2006 | 2010 |
| ---- | ---- | ---- | ---- | ---- | ---- | ---- | ---- | ---- |
| 235  | 260  | 212  | 168  | 159  | 150  | 169  | 172  | 197  |

| 2015 | 2020 | 2022 | - | - | - | - | - | - |
| ---- | ---- | ---- | - | - | - | - | - | - |
| 235  | 254  | 253  | - | - | - | - | - | - |

## Lieux et monuments
- La Grange dîmière d'Ougney-le-bas, inscrite monument historique en 2011.
- L'ancien château des Mauclerc à Ougney-les-Champs.
- La chapelle d'Ougney-les-Champs.
- Le pont sur le Doubs.
- La source de Briseux à Ougney-les-Champs

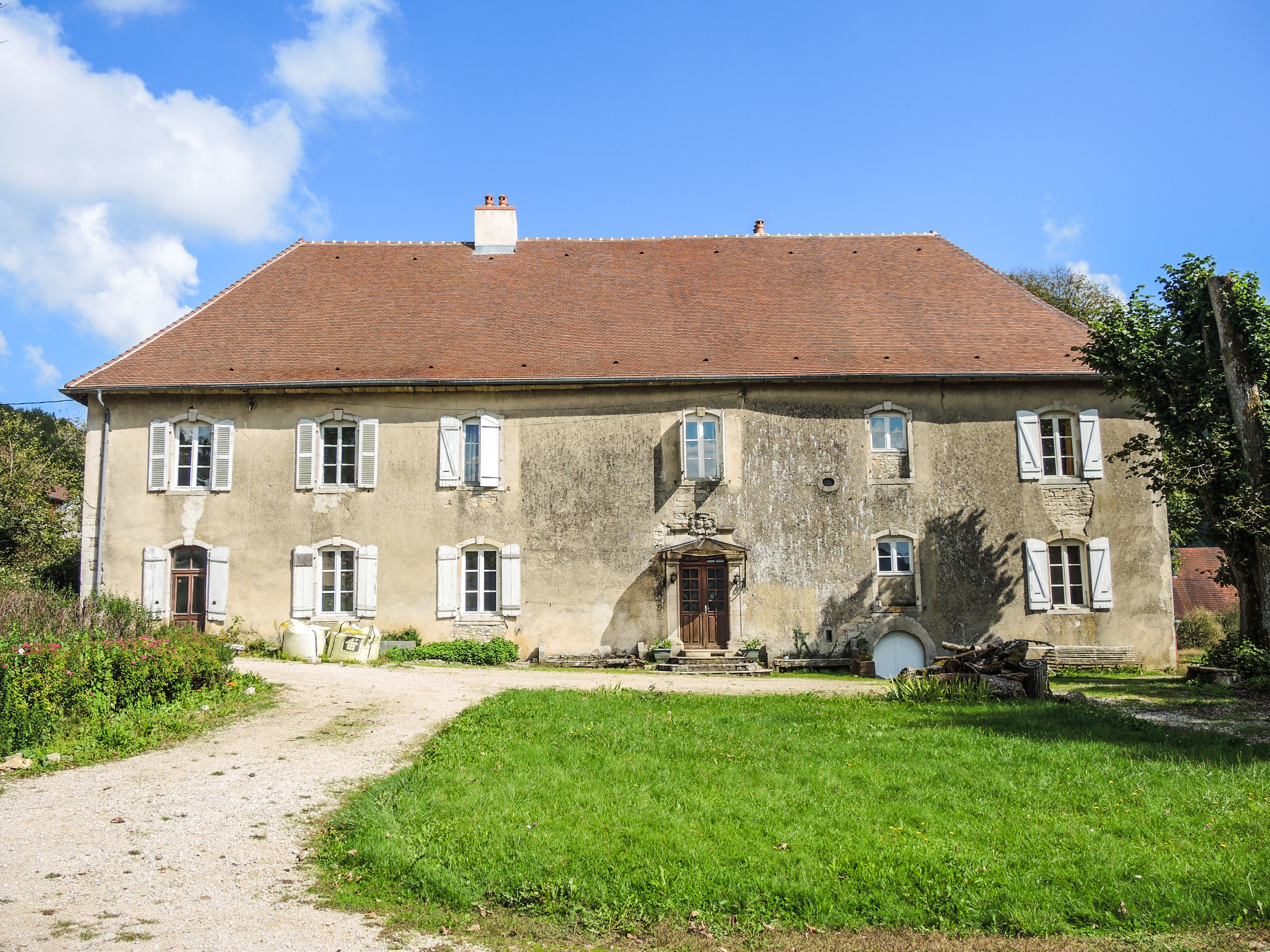
Ancien château des Mauclerc.
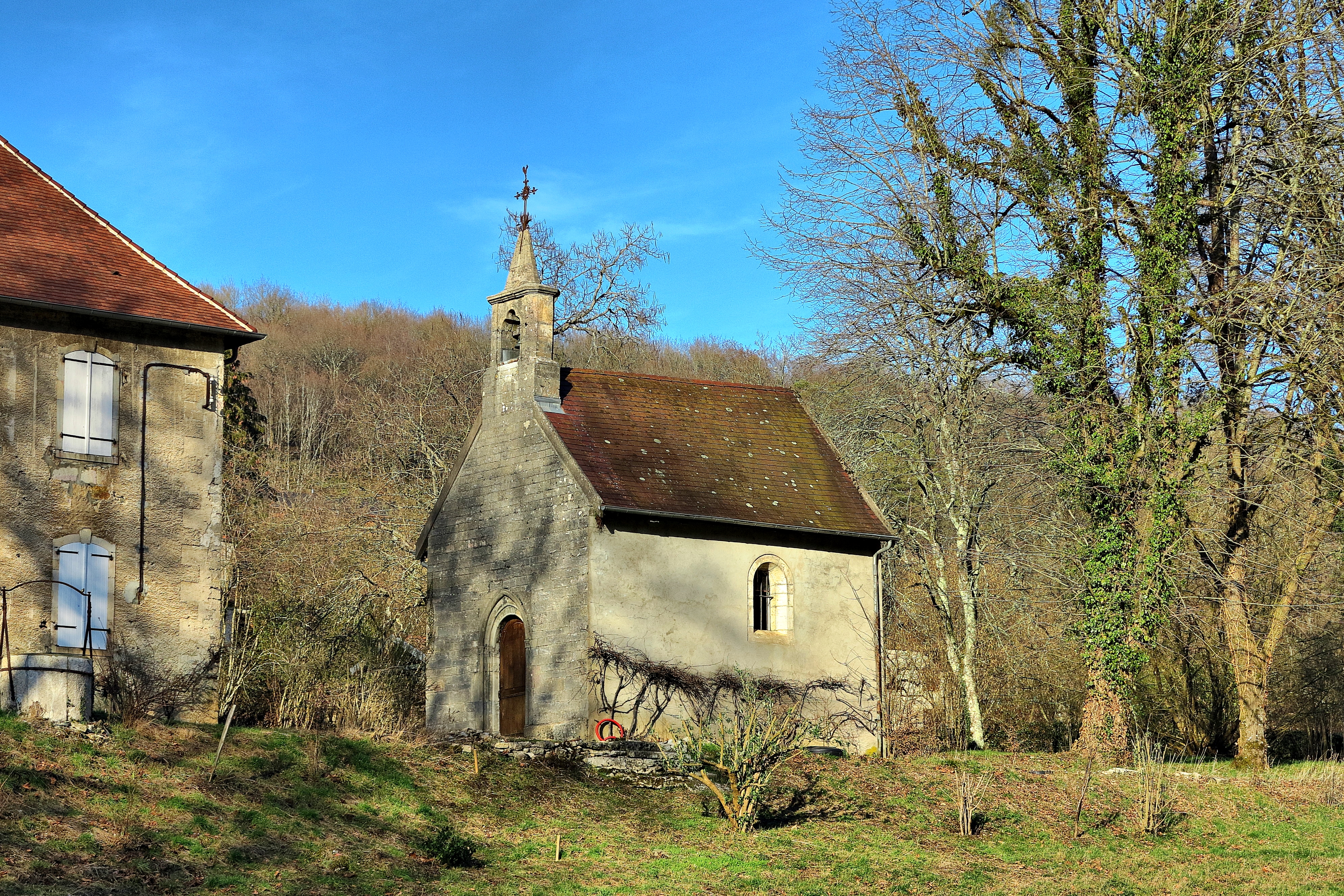
La chapelle d'Ougney-les-Champs.
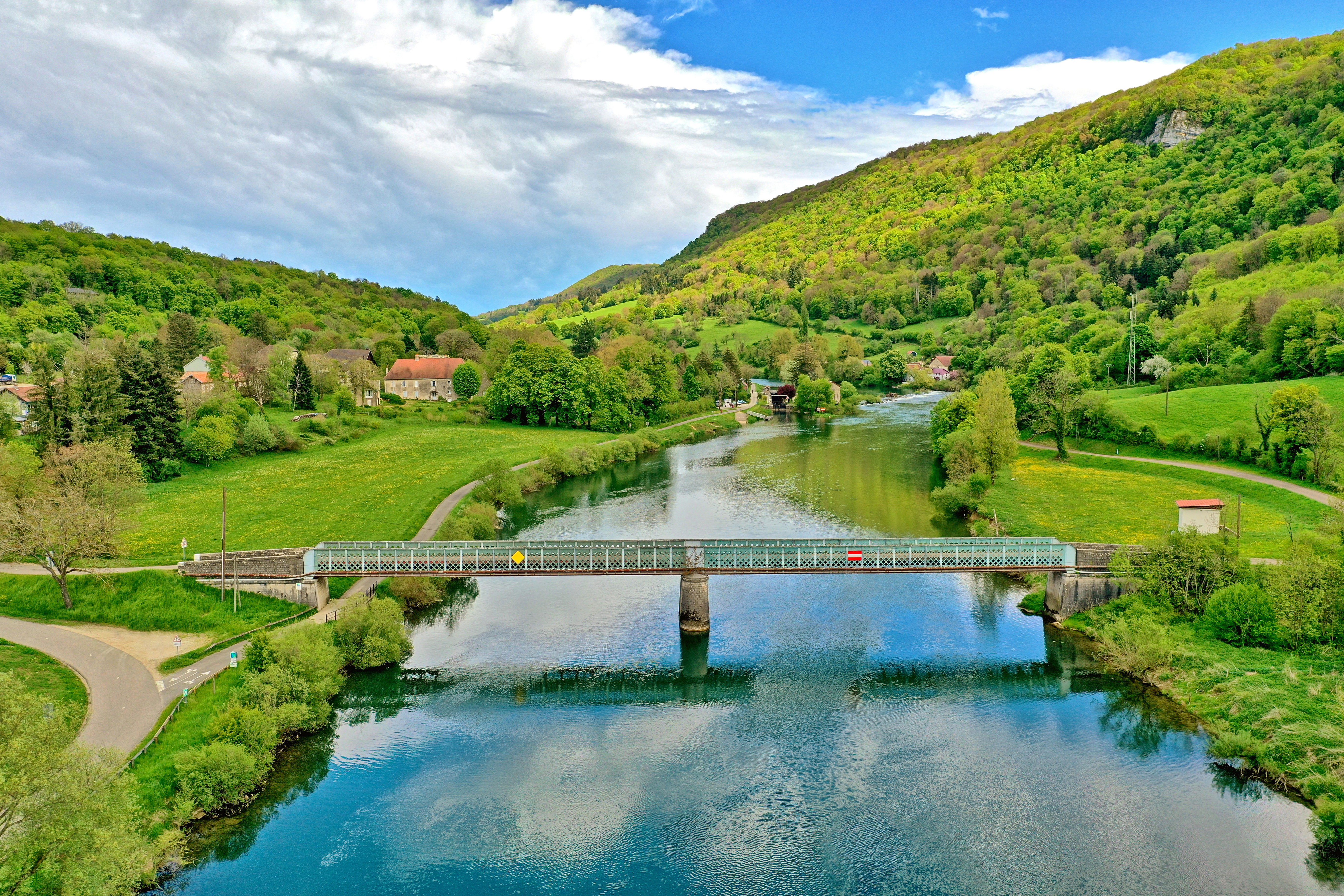
Le pont sur le Doubs.
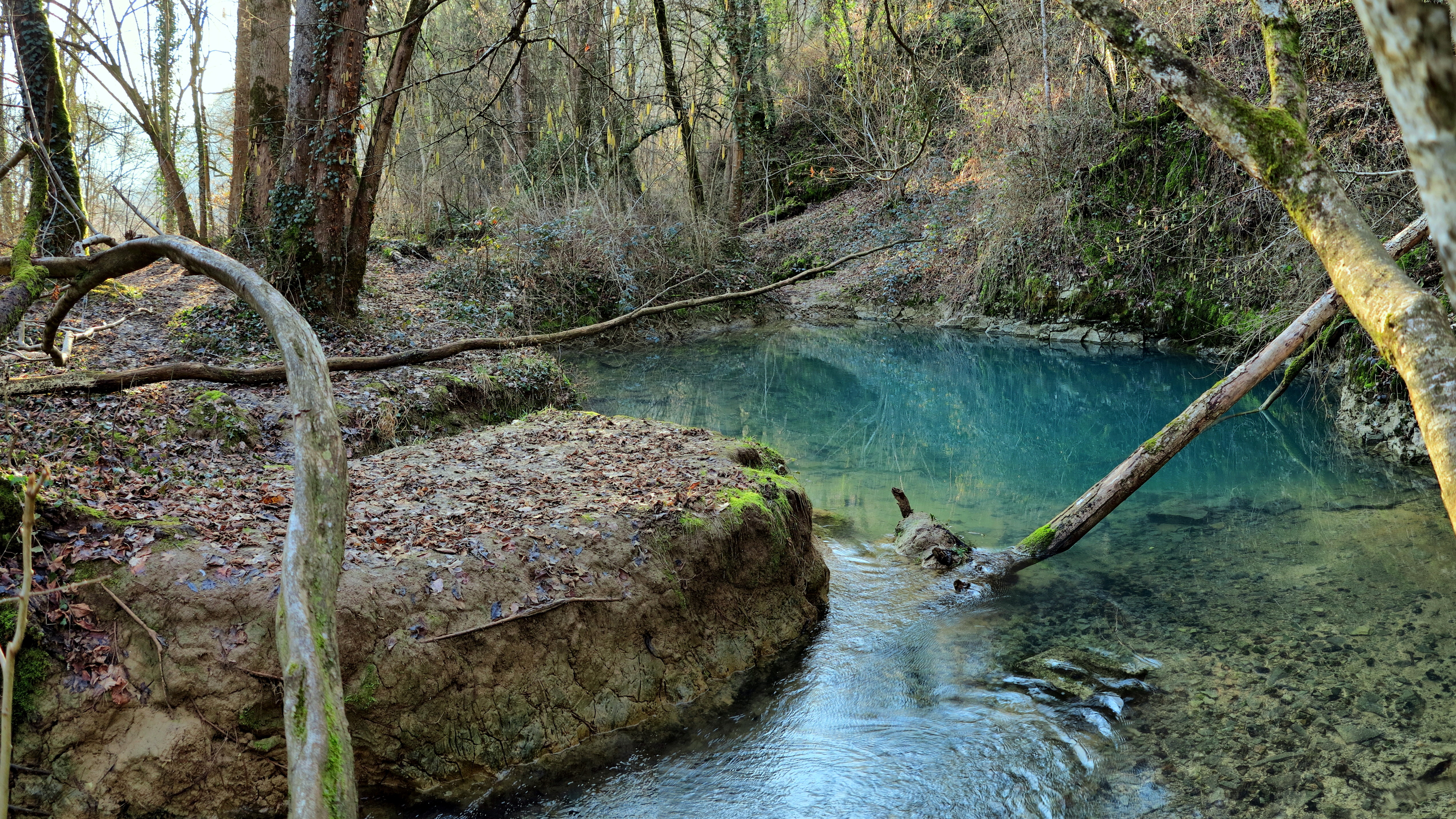
La source de Briseux.

### Site spéléologique
- Gouffres du Grand Siblot et du Petit Siblot[21]

## Personnalités liées à la commune
- Gaston Saglio (1881-1951), maître de forges et fils de Camille Saglio (directeur des Forges d'Audincourt), reprend en 1914 la manufacture de métallurgie d'Ougney-Douvot. Frère de l'abbé Jean Saglio et lui-même catholique notoire, il préside le conseil d'administration du journal catholique L'Éclair Comtois. Il est maire de la commune et y meurt en 1951. Sa mère habite dans le château d'Ougney au début du XXe siècle[22].